# Jiang Jing
Jiang Jing (姜 靜, 23 de octubre de 1985) es una atleta china especializada en marcha atlética.
En 2004 consiguió el segundo puesto en la Copa del Mundo de Marcha Atlética, celebrada en la ciudad alemana de Naumburg.
Ha participado en una ocasión en unos Juegos Olímpicos, concretamente en los de Atenas 2004, finalizando en el puesto 32.
| Mejores marcas personales | Mejores marcas personales | Mejores marcas personales | Mejores marcas personales |
| Distancia                 | Tiempo                    | Lugar                     | Fecha                     |
| ------------------------- | ------------------------- | ------------------------- | ------------------------- |
| 10 km.                    | 12:17.81                  | Naumburg, Alemania        | 2 de mayo de 2004         |
| 20.000 m.                 | 1h:31:06.6                | Changsha, China           | 24 de octubre de 2003     |
| 20 km.                    | 1h:27:19                  | Nanning, China            | 25 e febrero de 2005      |